# Joan Ventosa i Calvell
Joan Ventosa i Calvell   (Barcelona, 7 de març de 1879 - Lausana, 18 d'agost de 1959) fou un polític i economista català.

## Biografia
Fill de Marià Ventosa i Rabassa (1821-?), natural de Tarragona, i d'Isabel Calvell i Julià (†1903), natural de Barcelona. Es llicencià en dret per la Universitat de Barcelona i el 1903 fou fundador i secretari de la Lliga Regionalista, i el 1904 primer director del diari El Poble Català. El 1905 fou elegit regidor de l'ajuntament de Barcelona i a les eleccions generals espanyoles de 1907 diputat a Corts per Santa Coloma de Farners, càrrec que ocupà fins al 1923. Era membre de la comissió d'acció política de la Lliga Regionalista, destacat parlamentari i conferenciant en qüestions econòmiques, financeres i administratives. El gener del 1917 va fer un viatge a València per tal d'organitzar una aliança amb el valencianisme conservador, però fou un fracàs.
Fou ministre de finances en el govern de concentració de Manuel García Prieto, sorgit després de la crisi provocada per l'Assemblea de Parlamentaris, del novembre del 1917 al febrer del 1918, comissari de proveïments, i després ministre, en el govern de concentració d'Antoni Maura de setembre a novembre del 1918. Fou un col·laborador íntim de Francesc Cambó, tant políticament com financera -bona part de les cartes que li envià Cambó es conserven a la Biblioteca de Catalunya-, i també ocupà importants càrrecs empresarials com a vicepresident de la Compañía Hispano-Americana de Electricidad i del Banc Vitalici, membre del consell d'administració de Riegos y Fuerza del Ebro, president de Llum i Forces de Llevant i de la Societat Financera de la Indústria i Transport.
Partidari de la participació dins la política espanyola i de la monarquia d'Alfons XIII, fou el dirigent màxim de la Lliga quan Cambó es retirà temporalment de la política. Ocupà el ministeri de finances novament en l'últim govern de la monarquia, presidit per Juan Bautista Aznar-Cabañas, de febrer a abril del 1931
Quan es va proclamar la Segona República Espanyola i la República Catalana marxà a França. Va tornar nou mesos després i fou elegit diputat a les eleccions al Parlament de Catalunya de 1932 i a les eleccions generals espanyoles de 1933 i 1936, i actuà sempre com a portaveu de la minoria regionalista. Durant la guerra civil espanyola col·laborà amb Francesc Cambó en l'organització de l'ajut financer al general Francisco Franco des de l'Oficina de Propaganda i Premsa a París, i des de la fi del 1936 residí a Burgos. Va aconseguir la repatriació de capitals que s'havien fugat després del triomf electoral del Front Popular (febrer de 1936), i va gestionar un crèdit de 60 milions de dòlars (l'equivalent actual a 6.000 milions d'euros) que la Banca Morgan de Nova York va concedir al bàndol franquista.
El 1943 fou nomenat procurador a les primeres corts franquistes, i va ser un dels signants del Manifest dels Vint-i-set, lletra de 30 procuradors que demanaven a Francisco Franco la restauració monàrquica. Posteriorment, el 1947 fou membre del consell privat de Joan de Borbó, participà en diverses empreses financeres amb Joan March i Ordinas i fou membre de l'Acadèmia de Jurisprudència i Legislació de Catalunya.

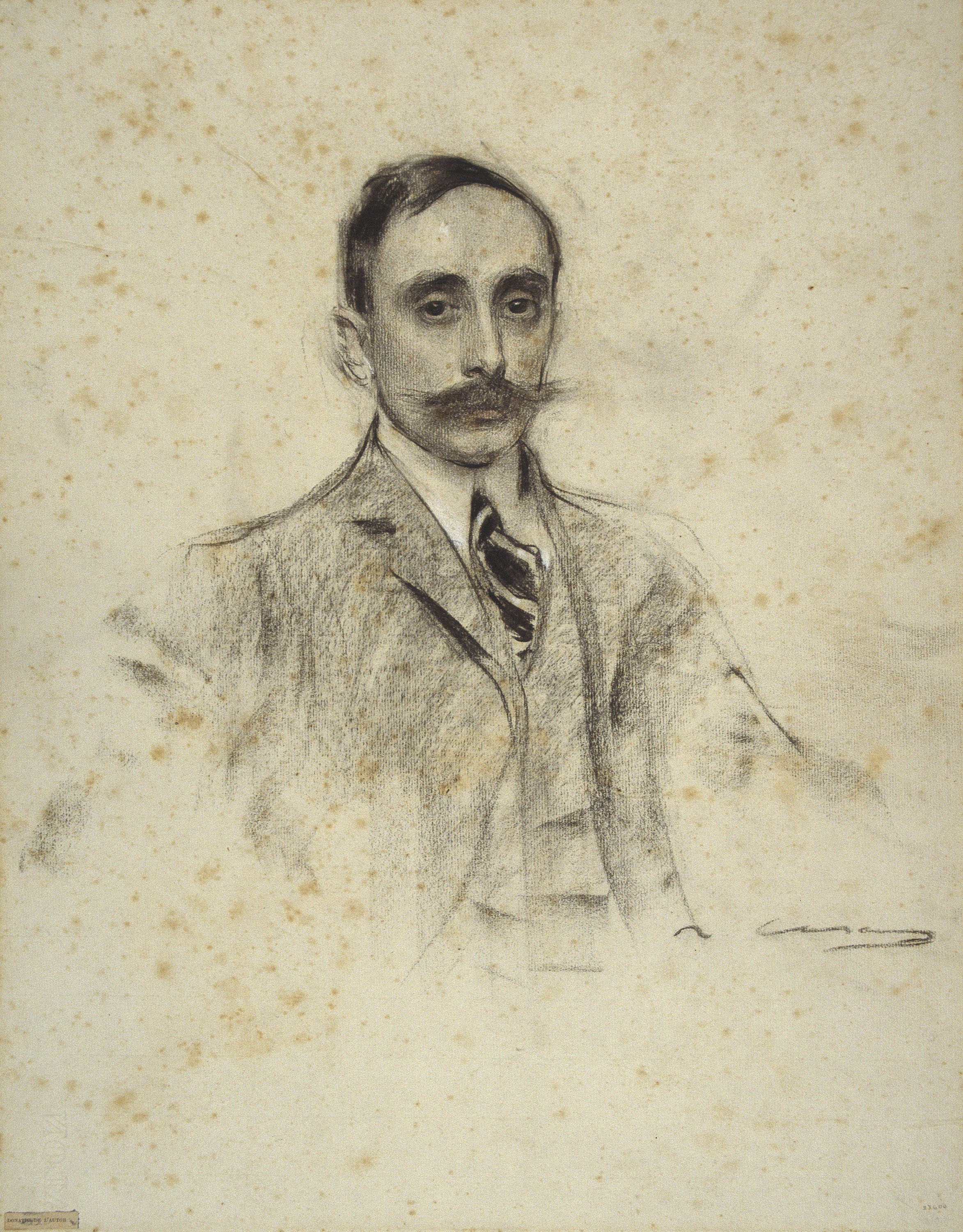
Ventosa vist per Ramon Casas (MNAC)

## Obres
- La situación política y los problemas económicos de España (1932)